# Maďarsko na Letních olympijských hrách 1928
Maďarsko na Letních olympijských hrách v roce 1928 v nizozemském Amsterdamu reprezentovala výprava 109 sportovců (93 mužů a 16 žen) ve 12 sportech.

## Medailisté
| Medaile | Jméno                                                                                                | Sport      | Soutěž                        |
| ------- | --- | ---------- | ----------------------------- |
| Zlato   | Antal Kocsis                                                                                         | Box        | Muži váha muší do 50,8 kg     |
| Zlato   | Ödön Tersztyánszky                                                                                   | Šerm       | Muži jednotlivci šavle        |
| Zlato   | Ödön Tersztyánszky János Garay Gyula Glykais Sándor Gombos Attila Petschauer József Rády             | Šerm       | Družstvo mužů šavle           |
| Zlato   | Lajos Keresztes                                                                                      | Zápas      | muži, řecko-římský do 67,5 kg |
| Stříbro | Béla Szepes                                                                                          | Atletika   | Muži hod oštěpem              |
| Stříbro | Attila Petschauer                                                                                    | Šerm       | Muži jednotlivci šavle        |
| Stříbro | István Bárány                                                                                        | Plavání    | Muži 100 m volný styl         |
| Stříbro | László Papp                                                                                          | Zápas      | muži, řecko-římský do 75 kg   |
| Stříbro | István Barta Olivér Halassy Márton Homonnai Sándor Ivády Alajos Keserű Ferenc Keserű József Vértessy | Vodní pólo | Družstvo mužů                 |